# Tapeinosperma campanula
Tapeinosperma campanula är en viveväxtart som beskrevs av Carl Christian Mez. Tapeinosperma campanula ingår i släktet Tapeinosperma och familjen viveväxter. Inga underarter finns listade i Catalogue of Life.